# Моноколесо

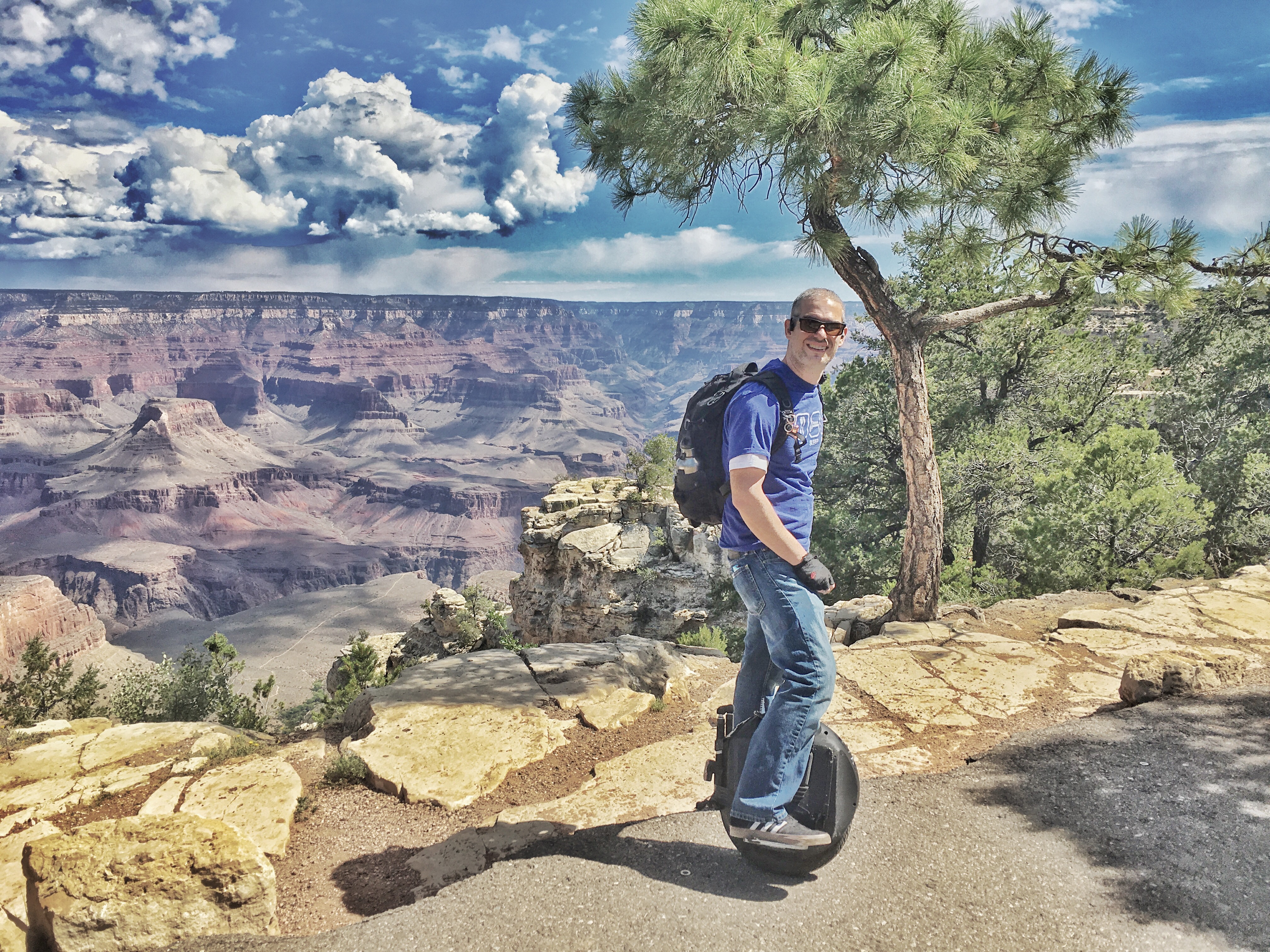
Человек на моноколесе

Моноколесо́ — средство индивидуальной мобильности, представляющее собой электрический самобалансирующийся уницикл (моноцикл) с одним колесом и расположенными по обе стороны от колеса подножками. Моноколесо использует гироскоп и акселерометр для отслеживания положения вместе с электродвигателем для автоматической балансировки плоскости педалей вперед и назад. Влево и вправо балансировка осуществляется человеком (моноколёсником или райдером) и управляется наклоном тела и поворотом всего устройства вправо-влево ногами. Таким образом поддерживается динамическое равновесие, как на велосипеде.

## Конструкция

### Внешний вид

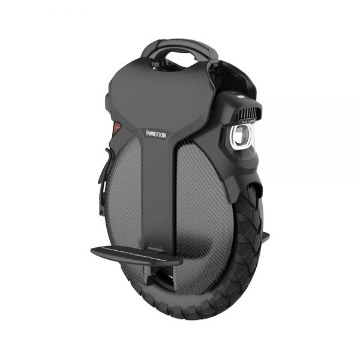
моноколесо

Чаще всего моноколесо имеет пластиковый, либо металлический корпус с ручкой для переноса устройства. Многие модели помимо ручки для перевозки имеют также и телескопическую ручку, позволяющую катить колесо рядом с собой при ходьбе. На корпусе моноколеса располагаются кнопка включения/выключения и разъём для зарядки. Многие моноколеса также оснащены: фарой и задним габаритным огнём, стоп сигналом, анимированной подсветкой, информационным дисплеем, встроенными динамиками, амортизаторами с системой подвески, сиденьем. Справа и слева по бокам корпуса симметрично находятся две педали, на которых стоит моноколёсник. Педали у моноколёс, как правило, складываются для удобства переноса устройства. Основными составляющими моноколеса являются: мотор-колесо, контроллер (обеспечивающий самобалансирующийся режим работы моноколеса) и аккумуляторные батареи.

### Принцип работы
При включенном питании электронный контроллер моноколеса постоянно считывает показания встроенных в него гироскопа и акселерометра и в соответствии с запрограммированными в нём алгоритмами, постоянно изменяет момент силы мотор-колеса таким образом, чтобы наклоняемый моноколёсником через педали корпус колеса восстанавливал горизонтальное положение. Продольное равновесие достигается путем «подъезжания» под центр тяжести моноколёсника вместе с моноколесом, а динамическое поперечное равновесие — за счет центробежной силы поворота, возникающего при наклоне колеса в стороны. Таким образом, управление моноколесом осуществляется через перемещение центра тяжести (наклон тела) вперед, назад и в стороны. При полной остановке пользователю устройства приходится удерживать равновесие, как на мотоцикле или велосипеде, опустив одну ногу на поверхность.

## История

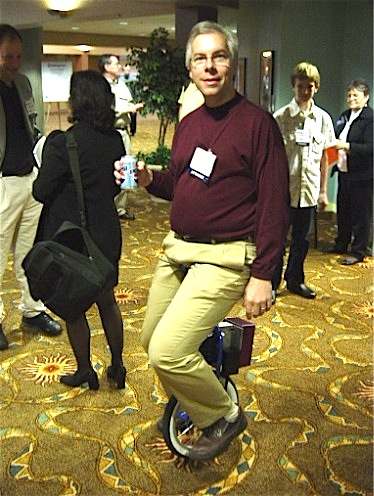
электрический моноцикл Тревора Блэквелла 2004 год

Созданию электрического моноколеса предшествовало появление уницикла, приводимого в движение мускульной силой человека.
Первый прототип электрического юницикла был создан в 2004 году изобретателем Тревором Блэквеллом. После постройки аналогичного сегвею двухколёсного самобалансирующегося электрического скутера, он пришел к выводу, что два колеса являются избыточными, а для создания транспортного средства, пригодного для езды, требуется только одно колесо. Блэкуэлл создал прототип электрического юницикла и опубликовал на своём сайте перечень компонентов и инструкции по его сборке. Также были опубликованы чертежи корпуса и исходный код для программирования контроллера.
Коммерческую версию электрического уницикла представила компания Focus Designs Inc. из США.
В марте 2010 года Шейн Чен получил патент на одноколёсное самобалансирующееся устройство для стоячего пользователя. Оно производилось компанией Inventist под брендом Solowheel.
Подобные транспортные средства вскоре стали популярными у различных производителей. Данное средство передвижения наиболее распространено в Китае и Франции, а также популярно в Республике Корея, США и России. Производятся моноколеса, в основном, в Китае. Наиболее крупные на момент 2024 года производители моноколёс: KingSong, InMotion, Begode, LeaperKim.

## Характеристики
Сегодня существует множество различных моделей моноколёс. Большинство из них обладает близкими параметрами:
- Масса: 12,5—53.5 кг
- Скорость максимальная:  120 км/ч (Gotway ET MAX)
- Дальность поездки на одной зарядке:  до 236 км (Veteran Sherman L)
- Диаметр колеса: 10, 12, 14, 16,18, 20, 22, 24 дюйма .
- Емкость аккумулятора: 160-4500 Wh
- Дополнительно: система амортизации, встроенная Bluetooth-колонка, связь со смартфоном через специальные приложения (включая сторонние: Darknessbot (iOS), EUCWorld, WheelLog, EUCer (Android) для индикации и предупреждения по скорости, потребляемого тока, заряда батареи и т. п., установкой некоторых ограничений, управления настройками (например, светом, сигналом).

## Безопасность
Электрические скутеры, в том числе моноколеса, не могут использоваться на автомобильных дорогах в некоторых странах. Некоторые считают, что использование моноколёс требует ношения защитной экипировки для роликовых коньков, из-за опасности падений.
В России моноколеса отнесены к средствам индивидуальной мобильности.
Опасность езды на моноколесе представляет наезд на препятствия: в этом случае колесо резко замедляется и не успевает за отклонившимся вперёд по инерции ездоком, отчего тот падает. Аналогично слабые колёса замедляются при выезде из ямки благодаря недостатку мощности двигателя и роняют ездока. С этой точки зрения наиболее безопасными являются более мощные моноколёса с бо́льшим количеством параллельных ячеек батареи, так как высокая мгновенная мощность позволяет колесу резко ускориться и «подъехать» под наклонившегося вперёд человека. Эта функция в разной степени управляется прошивкой моноколеса, как и опускание педалей в поворотах и торможениях.
Ещё одной опасностью является резкий разгон/наклон вперед, особенно когда моноколесо уже едет на максимальной скорости («продавливание»). Работая на пределе, оно не успевает развить ещё большую мощность и отключается, не успев предупредить ездока о нехватке тока. В этом плане, чем выше набранная скорость, тем колесо опасней при резкой попытке разогнаться ещё больше. Компенсируется это только ограничением максимальной скорости в сочетании с избыточной мощностью аккумуляторов в некоторых моделях. Для безопасности ездока многие модели имеют систему предупреждения, за счёт приподнимания педалей на достижении максимальной скорости. Это служит как оповещением ездока, так и естественным механизмом его отклонения назад что приводит к снижению скорости.
Тем не менее, благодаря простой конструкции, в которой нет огромного количества механических узлов, моноколесо является более безопасным транспортом чем, например, электросамокат, который позволяет развить бо́льшую скорость, у которого нередко отламывается руль, лопаются оси складного механизма, амортизаторов, диаметр колес меньше, что также негативно сказывается при попадании колеса самоката даже в небольшие ямки и встречи с препятствиями. Кроме того, безопасности моноколесу добавляет его потрясающая маневренность, с которой не может сравниться ни одно другое транспортное средство близкого класса, включая технику запрыгивания на бордюры, заезд/съезд по лестнице, а также езду по извилистым лесным тропинкам с корнями.
С 2020 года начат выпуск моделей с подвеской в различных реализациях. Подвеска повышает безопасность катания на моноколесе, амортизируя неровности, снижая требования к мотору и батарее по мгновенной мощности для удержания ездока, а также уменьшает риск потери контакта ног ездока с педалями от удара о неровность и последующей потери баланса. К минусам подвески можно отнести повышение массы, стоимости и механической сложности устройства, необходимость более частого технического обслуживания.

## Основные производители
- Ninebot (приостановил разработку и производство новых моделей)
- Inmotion
- Kingsong
- Rockwheel (не существует)
- Airwheel (прекратил производство и поддержку)
- IPS (прекратил производство и поддержку)
- Begode (Gotway, Extreme Bull)
- LeaperKim (Veteran)
- Fastwheel (прекратил производство и поддержку)